# المحكمة العليا السيريلانكية

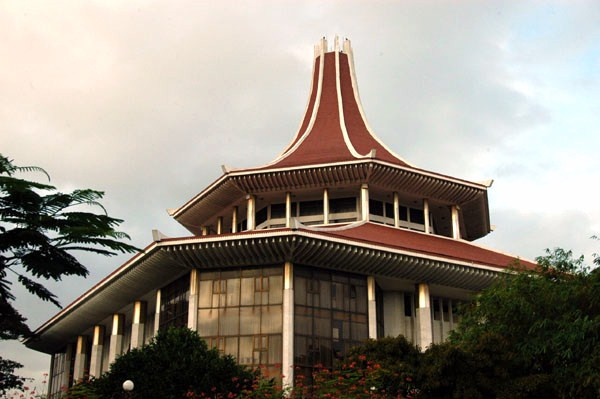
مجمع المحكمة العليا

المحكمة العليا السيريلانكية هي المحكمة الأعلى في النظام القضائي لسيريلانكا. أنشئت المحكمة في 1972 بعد تبني دستور جديد.إذ تعدّ المحكمة الأسمى والمحكمة النهائية، أثبت دستور سيريلانكا للمحكمة سلطاتها وممارستها لهذه السلطة، حيث تأخذ هذه المحكمة المكانة الأعلى فوق كل المحاكم الأدنى، داخل النظام القضائي المعقد الذي يجمع بين القانون المشترك والقانون المدني. وفي بعض القضايا مثل تلك التي يحكم فيها بالإعدام يجب أن يعرض الحكم على رئيس الجمهورية بالنظر لخطورة الحكم وتلمسا للعفو. تنال المحكمة اختصاصاً ينقسم إلى ثلاث أنواع :أصليا (ابتدائيا) واستئنافياً واستشارياً.